# 氦化钠
氦化钠是一种钠的稀有气体化合物，化学式为Na2He，在此化合物中，钠和氦的化合价均为0。该化合物于2016年由中国化学家制得。

## 制备
氦化钠由钠与氦在高温与极高压（>113GPa）下合成。

## 性质
Na2He在接近1,500K的高温下熔化，远高于钠的熔点。